# Mittelstandsentlastungsgesetze
Die Mittelstandsentlastungsgesetze (kurz MEG) dienen dem Abbau bürokratischer Hemmnisse in der mittelständischen Wirtschaft.

## MEG I
Das erste Mittelstandsentlastungsgesetz MEG I (Langtitel: Erstes Gesetz zum Abbau bürokratischer Hemmnisse insbesondere in der mittelständischen Wirtschaft) wurde am 22. August 2006 (BGBl. I S. 1970) verkündet und trat am 26. August 2006 in Kraft.

## MEG II
Das zweite Mittelstandsentlastungsgesetz MEG II (Langtitel: Zweites Gesetz zum Abbau bürokratischer Hemmnisse insbesondere in der mittelständischen Wirtschaft) wurde am 7. September 2007 verkündet (BGBl. I S. 2246) und trat am 14. September 2007 in Kraft. Zuletzt wurde es durch Artikel 11 Abs. 1 G. vom 30. Oktober 2008 (BGBl. I S. 2130) geändert.

## MEG III
Das Gesetz in der dritten Fassung MEG III (Langtitel: Drittes Gesetz zum Abbau bürokratischer Hemmnisse insbesondere in der mittelständischen Wirtschaft) gemäß Kabinettsbeschluss des Deutschen Bundestages vom 23. Juli 2008 enthält 23 Einzelmaßnahmen. Dazu gehören u. a. Vereinfachungen bei der Handwerkszählung, Erhöhung des Freibetrags bei der Körperschaftsteuer von 3835 auf 5000 Euro oder die Einführung einer zweiten Inlandsumsatzschwelle nach dem Gesetz gegen Wettbewerbsbeschränkungen sowie ein Bündel gewerberechtlicher Erleichterungen.
Mit dem Gesetz ist in 2009 insgesamt eine Bürokratiekostenentlastung in Höhe von mindestens 97 Millionen Euro für die Unternehmen und mindestens 8,6 Millionen Euro für die Verwaltung vorgesehen.
Das MEG III wurde am 17. März 2009 verkündet (BGBl. I S. 550) und ist am 25. März 2009 in Kraft getreten.